# Cantó de Bastia-6
El cantó de Bastia-6 és una antiga divisió administrativa francesa situat al departament de l'Alta Còrsega i a la Col·lectivitat Territorial de Còrsega. Comprèn el districte de Montesoro de Bastia i el municipi de Furiani. Va existir de 1982 a 2015.

## Administració

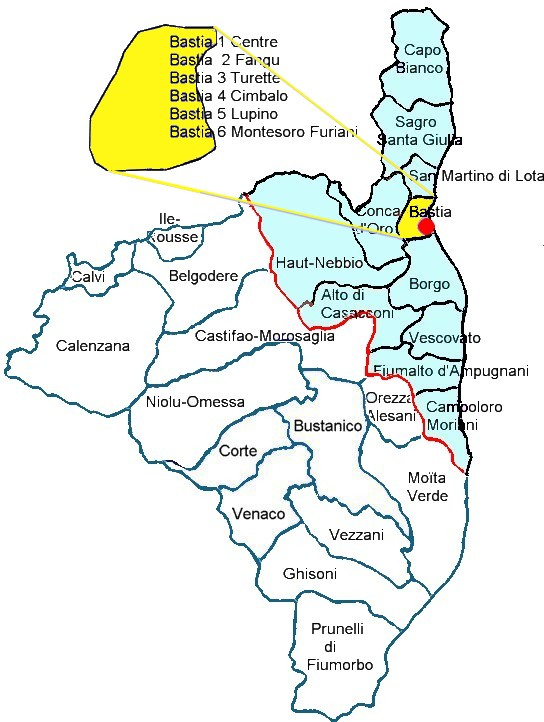
Localització del cantó de Bastia-Montesoro-Furiani

| Període   | Identitat        | Partit | Qualitat |
| --------- | ---------------- | ------ | -------- |
| 2001-2015 | François Vendasi | PRG    |          |

## Composició
| Nom     | Població   | Codi Postal | Codi Insee |
| ------- | ---------- | ----------- | ---------- |
| Bastia  | 37 884 (1) | 20200       | 2B033      |
| Furiani | 3 902      | 20600       | 2B120      |

(1) fracció de municipi 